# Ostrov (Constanța)
Pour les articles homonymes, voir Ostrov (homonymie).
Ostrov est une commune du județ de Constanța en Roumanie.